# ناوشکن کلاس سنت لوران
ناوشکن کلاس سنت لوران (به انگلیسی: St. Laurent-class destroyer) یک کلاس از کشتی است که طول آن ۳۶۶ فوت (۱۱۱٫۶ متر) می‌باشد.